# Viola wilhelmii
Viola wilhelmii är en violväxtart som beskrevs av V.V. Nikitin. Viola wilhelmii ingår i släktet violer, och familjen violväxter. Inga underarter finns listade i Catalogue of Life.